# Mussaenda rufescens
Mussaenda rufescens är en måreväxtart som beskrevs av Theodoric Valeton. Mussaenda rufescens ingår i släktet Mussaenda och familjen måreväxter. Inga underarter finns listade i Catalogue of Life.